# Gouden knobbeldaas
De gouden knobbeldaas (Hybomitra distinguenda) is een vliegensoort uit de familie van de dazen (Tabanidae). De wetenschappelijke naam van de soort is voor het eerst geldig gepubliceerd in 1909 door Verrall.